# 호피무늬뱀
호피무늬뱀(Tiger snake)은 호주 대륙 남부 해안과 그 연안 부속 도서, 태즈메이니아섬에 서식하는 맹렬한 독을 가진 독사이다. 길이는 2m에 이른다. 학명은 노테키스 스쿠타투스(Notechis scutatus). 모든 호피무늬뱀은 호피무늬뱀속(학명: Notechis) 호피무늬뱀이라는 1속 1종에 속하나, 서식하는 지역에 따른 외모 변종이 심하다. 때로는 변종이 아닌 별개의 종 또는 아종으로 서술되기도 한다.
1. ↑  종 Notechis scutatus - The Reptile Database
2. 1 2  국립생태원. “호피무늬뱀”. 《한국 외래생물 정보시스템(KIAS)》. 대한민국 환경부.
3. ↑  Michael, D.; Clemann, N.; Robertson, P. (2018). “Notechis scutatus”. 《IUCN 적색 목록》 (IUCN) 2018: e.T169687A83767147. doi:10.2305/IUCN.UK.2018-1.RLTS.T169687A83767147.en. 2021년 11월 19일에 확인함.